# Jama Michalika
Café Jama Michalika est un célèbre café restaurant cabaret de Cracovie, ouvert en 1895 par Jan Michalik au 45 rue Floriańska. C'était l'endroit préféré de la bohème de la ville et le repaire des écrivains, peintres et autres artistes du mouvement moderniste Jeune Pologne.

## Histoire
Le café littéraire le plus célèbre de Cracovie et toujours en activité est né en 1895 dans le local de la Patisserie de Lwów (Cukiernia Lwowska) de Jan Michalik. La Patisserie n'avait pas de fenêtres d'où le sobriquet donné au café par sa jeune clientèle : jama qui veut dire "grotte" en polonais. L'endroit devint rapidement très populaire en raison de sa bonne pâtisserie et au fait que les étudiants de l'école des beaux-arts voisine pouvaient y manger gratis en contrepartie d'un de leurs petits travaux dans le domaine artistique. Des caricatures des comédiens, des acteurs, et des écrivains couvrent peu à peu les murs du café. Parmi les artistes qui fréquentent et décorent le café il y a Kazimierz Sichulski, Jan Stanisławski, Leon Wyczółkowski, Witold Wojtkiewicz, Wojciech Weiss, Jacek Malczewski, Józef Pankiewicz, Józef Mehoffer ou Xawery Dunikowski.
À partir de 1905, le cabaret Zielony Balonik (Petit Ballon Vert) ainsi qu'un théâtre de marionnettes commencent à se produire dans une de ses salles, et leur popularité obligent le propriétaire à agrandir son local en 1910. Une verrière au-dessus de la grande salle est construite alors et l'intérieur est décoré dans le style Jugendstil par Karol Frycz. Jusqu'à nos jours, le café conserve une certaine ambiance de l'empire austro-hongroise dont Cracovie faisait part à cette époque.
Le Petit Ballon Vert est le premier café cabaret polonais crée sur le modèle des célèbres cafés parisiens. Parmi ses auteurs contributeurs les plus célèbres sont Tadeusz Boy-Żeleński,Leon Schiller et Adolf Nowaczyński. 

## Galerie

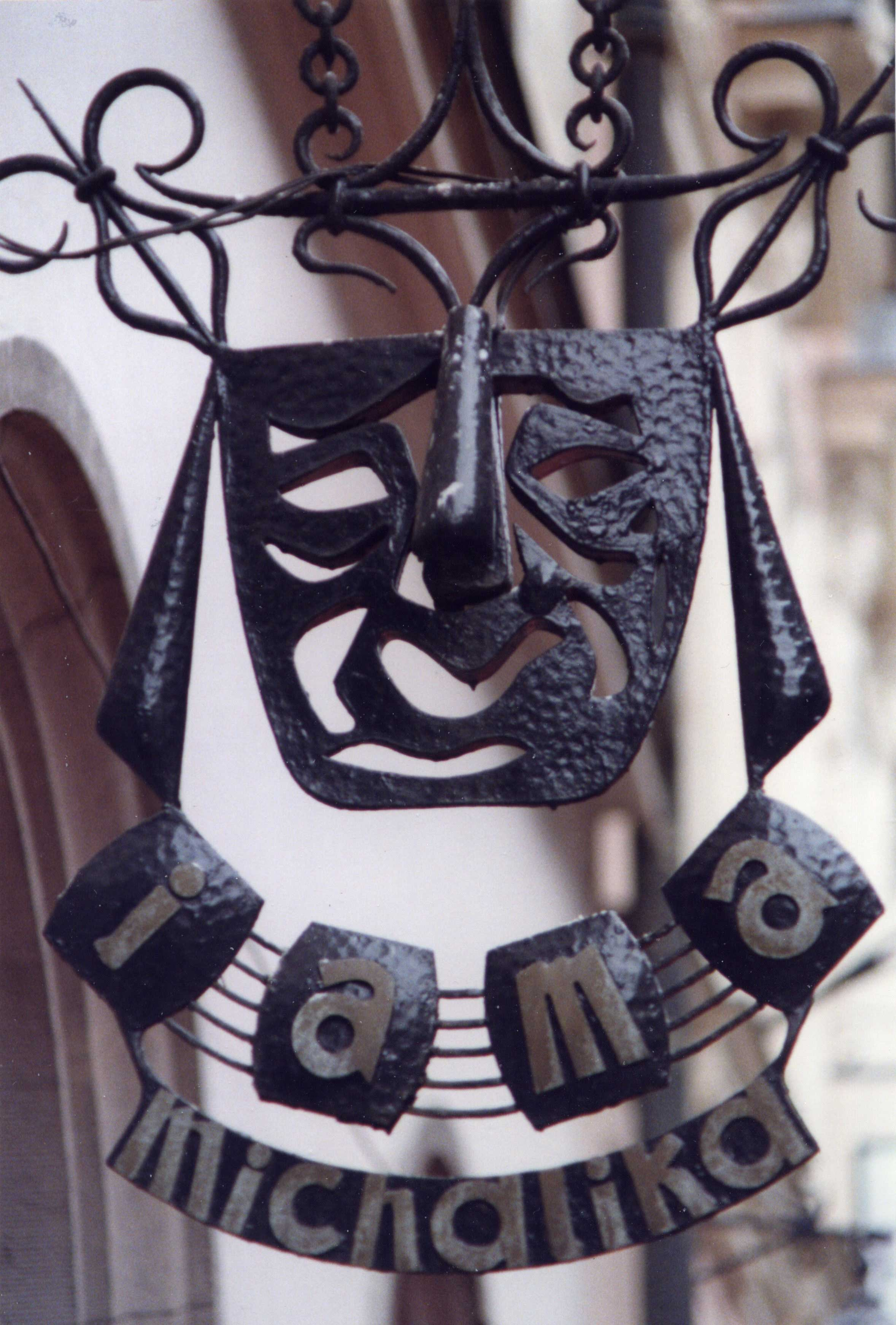
L'enseigne du café
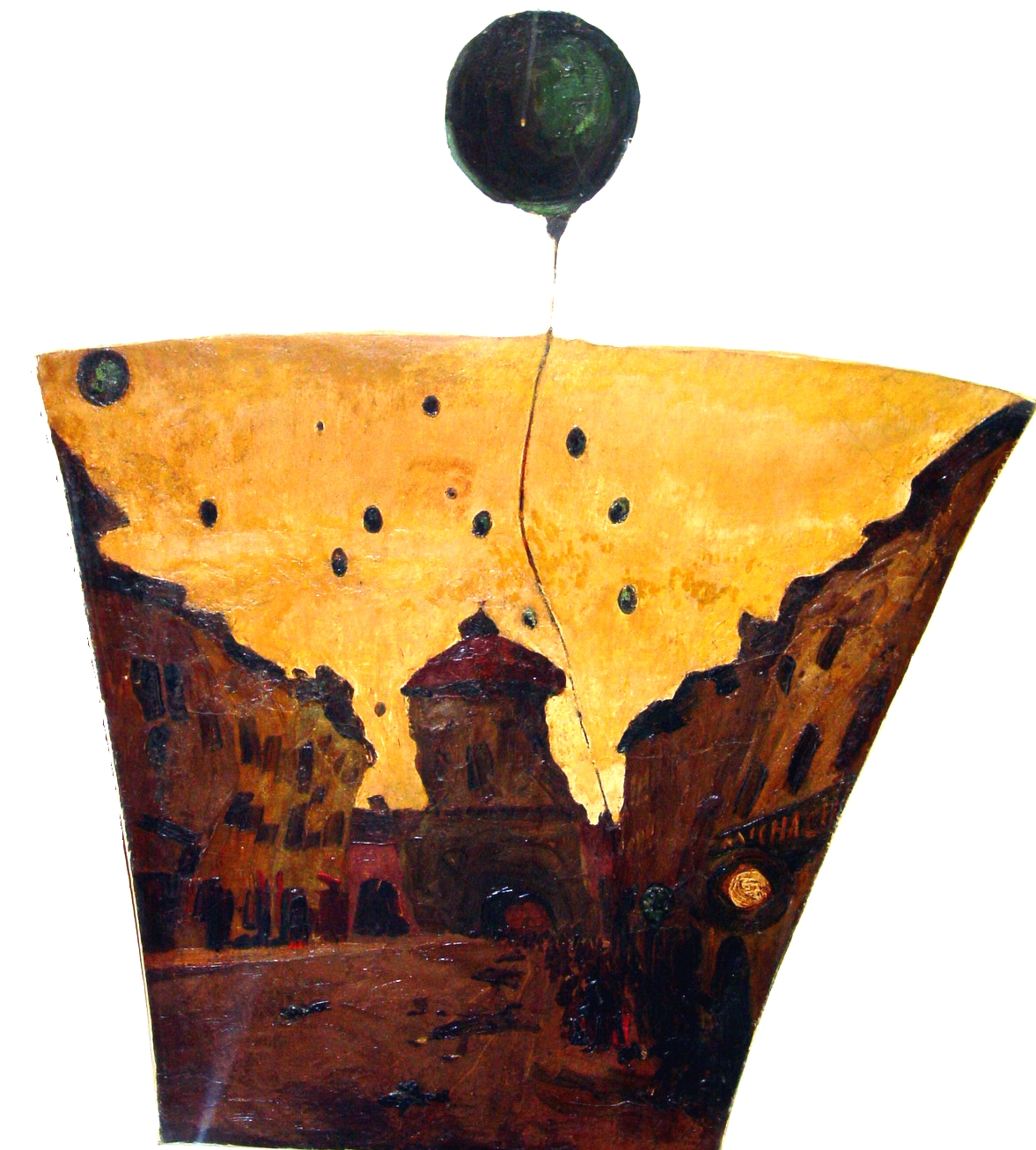
La porte de Saint Florian en état d'ivresse
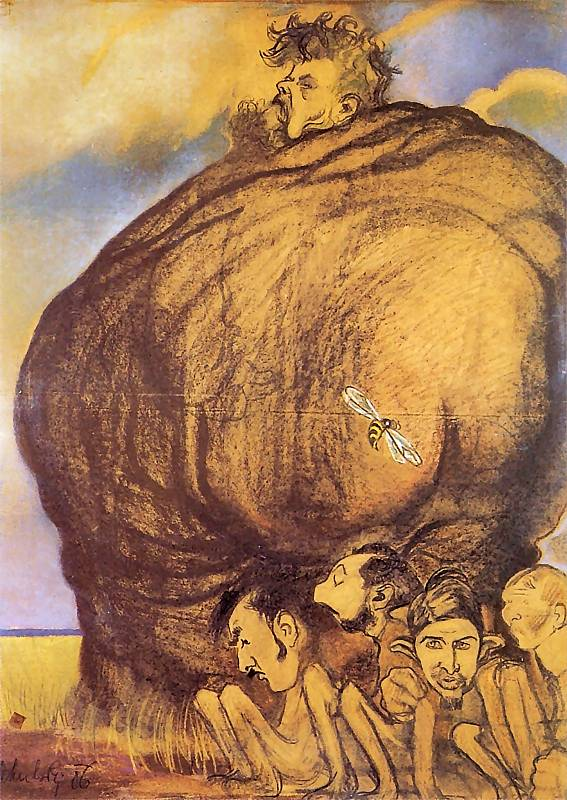
Jan Stanisławski avec ses élèves par Kazimierz Sichulski
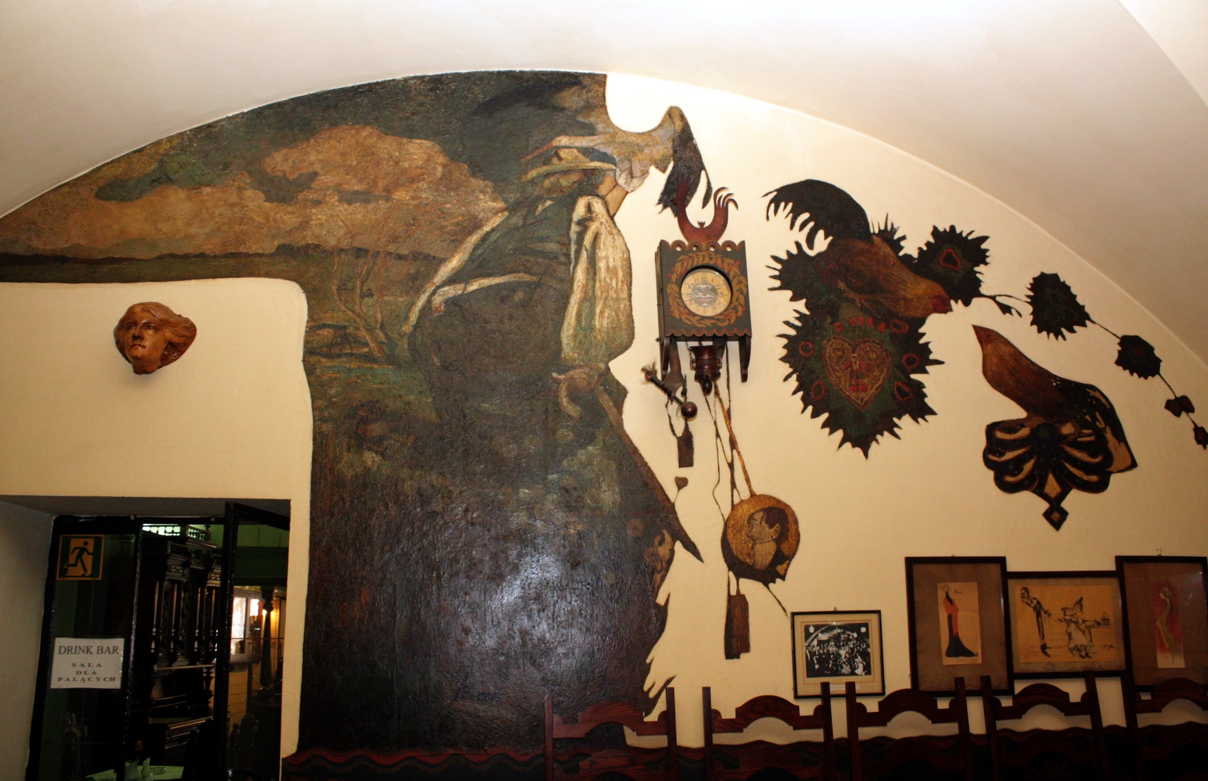
Caricature du peintre Jan Stanisławski
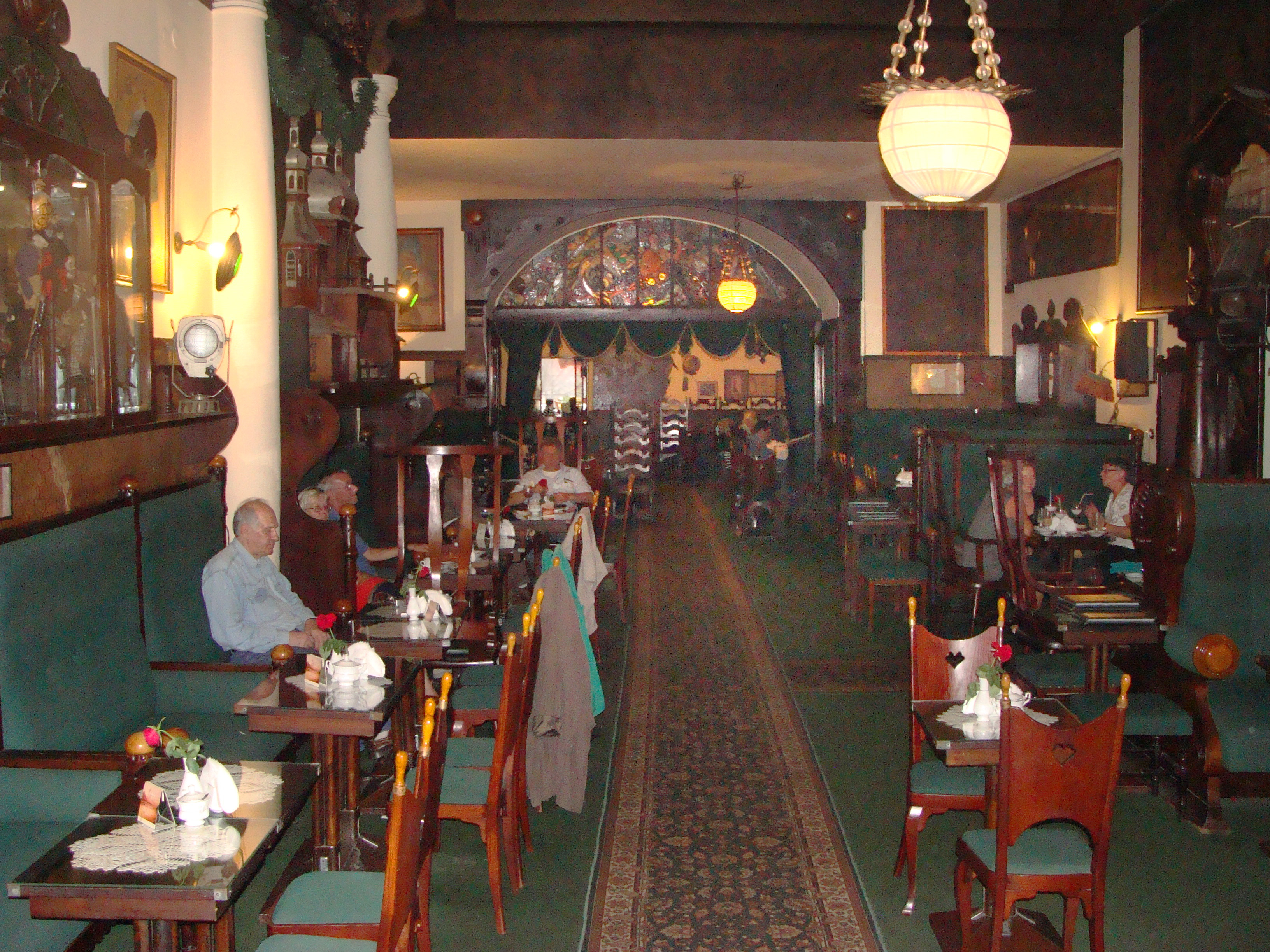
L'intérieur du café
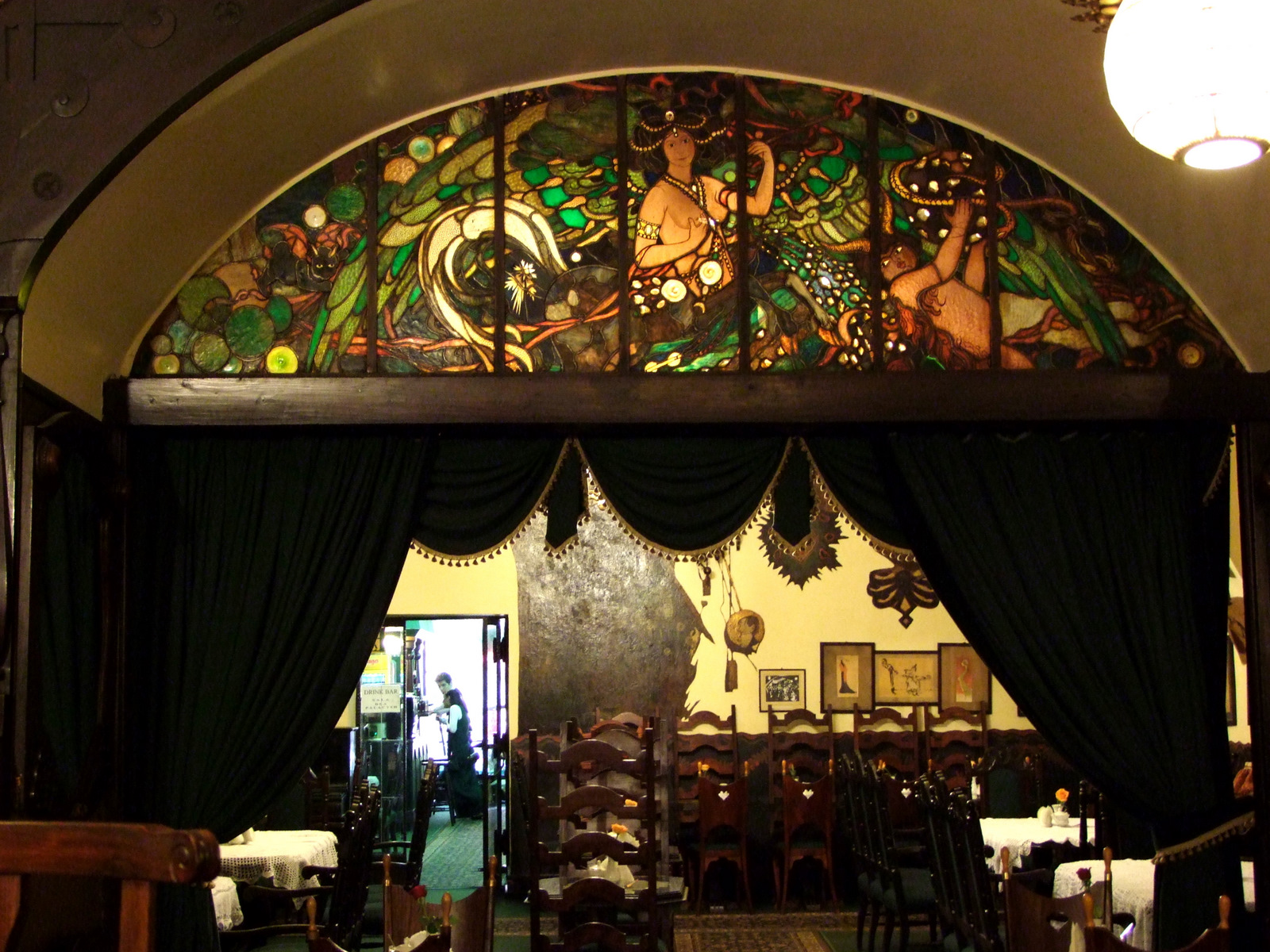
Le vitrail du café
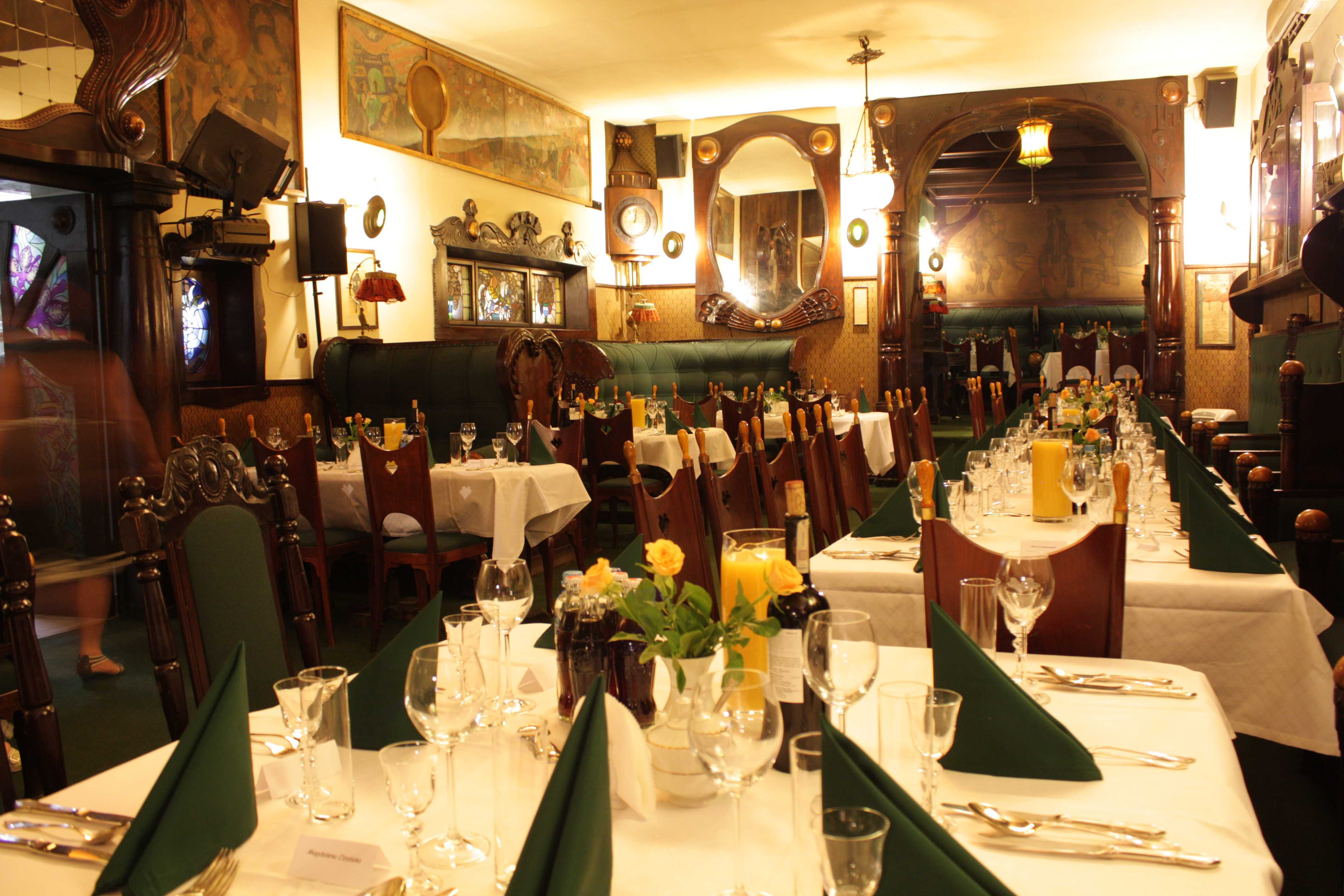
La salle créée par Karol Frycz
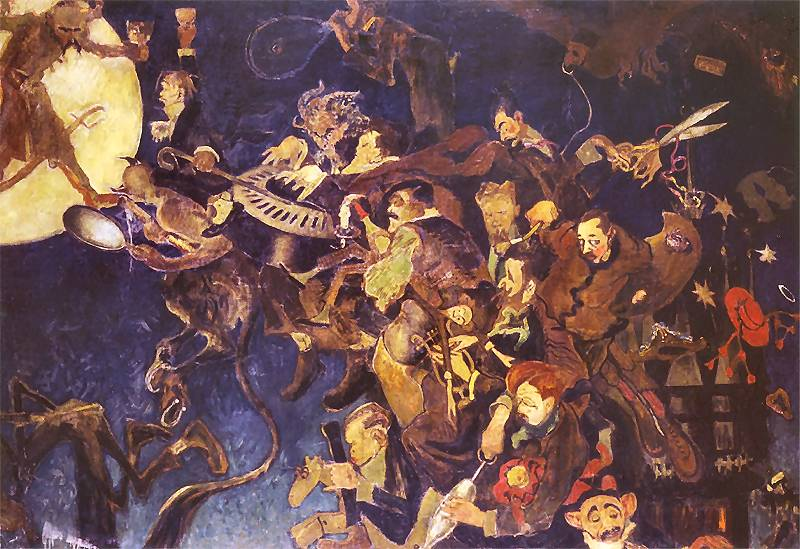
La cabaret Zielony Balonik par Kazimierz Sichulski